# Limnosciadium pumilum
Limnosciadium pumilum är en flockblommig växtart som först beskrevs av Georg George Engelmann och Asa Gray, och fick sitt nu gällande namn av Mildred Esther Mathias och Lincoln Constance. Limnosciadium pumilum ingår i släktet Limnosciadium och familjen flockblommiga växter. Inga underarter finns listade i Catalogue of Life.